# Baraut
Baraut es una ciudad y municipio situada en el distrito de Bagpat en el estado de Uttar Pradesh (India). Su población es de 103764 habitantes (2011). Se encuentra a 55 km de Delhi.

## Demografía
Según el  censo de 2011 la población de Baraut era de 103764 habitantes, de los cuales 55013 eran hombres y 48751 eran mujeres. Baraut tiene una tasa media de alfabetización del 66,2%, superior a la media nacional del 59,5%: la alfabetización masculina es del 71,8%, y la alfabetización femenina del 59,9%.